# Ōno-gawa
Pour les articles homonymes, voir Ono.
Le fleuve Ōno (大野川, Ōno-gawa) est un cours d'eau s'écoulant sur l'île de Kyūshū et prenant sa source au mont Sobo (祖母山).
Le fleuve s'étend sur les préfectures d'Ōita, Kumamoto et Miyazaki.

## Bassin fluvial
Le bassin fluvial s'étend sur les communes suivantes :
- préfecture de Miyazaki
  - district de Nishiusuki
    - Takachiho
- préfecture de Kumamoto
  - district d'Aso
    - Takamori

  - Aso
- préfecture d'Ōita
  - Taketa
  - Bungo-ōno
  - Ōita

## Principaux affluents
- Hakusangawa (白山川)
- Okudakegawa (奥岳川)
- Yoshinogawa (吉野川)
- Handagawa (判田川)
- Otozugawa (乙津川)